# Baal Techouva
Un baal techouva (hébreu : בעל תשובה baʿal teshouva « celui qui revient (à la « voie droite ») » ; féminin : baalat techouva, pluriel : baalei techouva) est une personne se repentant de ses fautes passées.
Dans le sens originel de l’expression, le terme désigne un pécheur réconcilié avec la Loi juive. Actuellement, il décrit une personne éduquée en dehors du judaïsme orthodoxe ou s’en étant éloignée (car il est improbable que, vivant sans connaissance des lois juives, elle n’en ait pas transgressé), qui choisit d’adopter ou revenir à ses pratiques. L’expression est alors interchangeable avec celle quelque peu redondante de hazara bitshouva (hébreu : חזרה בתשובה « retour à la teshouva »).